# Diputación Foral de Navarra
La Diputación Foral de Navarra fue una institución creada en 1839 para la provincia de Navarra (España) como órgano representativo de la provincia a la que personificaba para su gestión económico-administrativa de su competencia con jurisdicción sobre la totalidad del territorio provincial. En 1984, la antigua diputación dejó de existir y se transformó en el actual Gobierno de Navarra.

## Historia
Creada inicialmente con el nombre de Diputación provincial de Navarra, desde 1867 se autodenominó foral. Su precedente, la Diputación del Reino de Navarra, apareció en el siglo XV cuando el reino de Navarra era independiente, constituyéndose definitivamente en 1501, con seis diputados, dos por cada brazo de las Cortes de Navarra y con la misión de velar por la administración de las alcabalas, vigilar el cumplimiento de los fueros, etc. A partir de 1678 cuando la conquista de Navarra ya se había producido y consolidado, su composición quedó establecida con siete diputados: uno del brazo eclesiástico, dos del militar y cuatro de las ciudades, estos solo con dos votos. Tuvo menos poder, menos facultades y menos riquezas que su homóloga la Diputación de la Corona de Aragón.
Cuando se creó en 1839 fue uno de los pasos dados para eliminar la estructura de gobierno del aún reino de Navarra a partir del convenio de Vergara. Estaba compuesta por siete miembros, uno por merindad excepto la de Pamplona y Estella que aportan dos, por su mayor riqueza y población. La nueva institución acumula los poderes que antes tenían otras de carácter foral (la Diputación del Reino y el Consejo de Navarra) y las recién creadas en las demás provincias. Las provincias fueron creadas en 1833 por Javier de Burgos.
Posteriormente hubo un segundo paso en el que se puso en vigor la Ley de Modificación de Fueros de Navarra. Por ella se reducen las instituciones políticas del que fue antiguo reino antes de 1841.
Dentro de esta ley hay varias referencias a la diputación recién creada:

Artículo 9º. La elección de Vocales de la Diputación deberá verificarse por las reglas generales, conforme a las leyes vigentes o que se adopten para las demás provincias, sin retribución ni asignación alguna por el ejercicio de sus cargos.

Artículo 10º. La Diputación provincial, en cuanto a la administración de productos de los Propios, rentas, efectos vecinales, arbitrios y propiedades de los pueblos y de la provincia, tendrá las mismas facultades que ejercían el Consejo de Navarra y la Diputación del Reino [...]

Además en el artículo 13 se designa al Jefe Político como la máxima autoridad civil, como en las demás provincias.
Como órgano consultivo la Diputación creó en 1898 el Consejo Foral, que fue sustituido por el Parlamento Foral en 1979, el cual adquirió ciertas facultades de control sobre la Diputación.
La Diputación Foral de Navarra se mantendrá desde 1839 hasta 1984 en que se transforma en el Gobierno de Navarra, aunque manteniendo también como segunda denominación la de Diputación Foral de Navarra, tras la aprobación de la Ley Orgánica de Reintegración y Amejoramiento del Régimen Foral de Navarra en 1982 tras negociación sin refrendo de la población. Está integrada por un presidente elegido por el Parlamento de Navarra.

## Listado de presidentes
La presidencia de la Diputación era ostentada por el gobernador civil de Navarra, «a título legal y honorífico» que era nombrado por el Gobierno de España. En escasas ocasiones este fue navarro.
A partir de enero de 1979 el presidente de la Diputación deja de ser el gobernador civil.
- 1979, abril. Jaime Ignacio del Burgo.
- 1980, septiembre. Juan Manuel Arza Muñazuri.
- 1984, 14 de enero. Jaime Ignacio del Burgo. Se transforma en Gobierno de Navarra.

## Listado de vicepresidentes
El presidente era, desde 1839 hasta 1978, el gobernador civil de Navarra, «a título legal y honorífico», bajo cuyo cargo quedaba supeditado el mando de la Diputación. Por tanto, el cargo de mayor rango dentro de la Diputación era el de vicepresidente que, en la práctica efectiva ejercía de presidente.
- 1840, 3 de marzo. Justo Galarza Garay, Fermín Gamio Elizalde.
- 1841 enero. Tiburcio Irigoyen Hualde.
- 1843, octubre. Domingo Luis de Jáuregui.
- 1847, agosto. Lorenzo Mutilua Sanz de Echarren.
- 1850, abril. Francisco Javier Loyola Arméndariz.
- 1852, abril. Fernando Larrainzar Amasa.
- 1854, abril. Juan Pedro Aguirre Doray.
- 1854, agosto. Tiburcio Irigoyen Hualde.
- 1858, 18 de julio. Bonifacio Garcés de Los Fayos.
- 1860, abril. Pablo Matías Elorz.
- 1862, abril. José María Peralta Ochoa.
- 1864, enero. José María Peralta Ochoa.
- 1866, enero. Nicasio Zabalza Satrústegui.
- 1867, enero. Nicasio Zabalza Satrústegui.
- 1868, 5 de octubre. Tomás Azcárate Fernández.
- 1871, febrero-marzo. Barón de San Vicente Ferrer.
- 1872, noviembre. Esteban Camón Cemboráin.
- 1874, 8 de enero. Luis Iñarra Reta.
- 1875, marzo. Luis Iñarra Reta.
- 1877, marzo. Luis Iñarra Reta.
- 1878, noviembre. Luis Iñarra Reta.
- 1880, noviembre. Raimundo Díaz y Medrano.
- 1883, enero. Raimundo Díaz y Medrano.
- 1884, noviembre. Domingo de Alsúa e Iñarra.
- 1886, noviembre. Silvestre Goicoechea y Atáun.
- 1888, noviembre. Francisco Beruete y Ostiz.
- 1891, enero. Manuel Jadraque y Olaso.
- 1892, noviembre. Ramón Eseverri y Eseverri.
- 1896, noviembre. Ramón Eseverri y Eseverri.
- 1898, noviembre. Serafín Mata y Oneca.
- 1901, abril. Ulpiano Errea y Lorente.
- 1903, abril. Ulpiano Errea y Lorente.
- 1905, abril. Manuel Albístur Beloqui.
- 1907, abril. Manuel Albístur Beloqui.
- 1909, diciembre. Manuel Larraya Ganuza.
- 1911, mayo. Manuel Larraya Ganuza.
- 1913, mayo. Blas Morte Sodornil.
- 1915, mayo. Blas Morte Sodornil.
- 1917, mayo. Antonio Baztán y Goñi.
- 1919, agosto. Lorenzo Oroz y Urriza.
- 1921, agosto. Lorenzo Oroz y Urriza.
- 1923, agosto. Gabriel Erro Oset.
- 1926, agosto. Joaquín de Borja.
- 1928, mayo. Joaquín de Borja.
- 1930, febrero-marzo. Joaquín María Gastón Elizondo.
- 1931, abril. Constantino Salinas Jaca.
- 1933, junio. Constantino Salinas Jaca.
- 1934, enero. Serafín Yanguas Lagarda.
- 1935, febrero. Juan Pedro Arraiza Baleztena.
- 1939, marzo. José Martínez Berasáin.
- 1940, 16 de mayo. Tomás Domínguez Arévalo, Conde de Rodezno.
- 1949, marzo. José María Arellano Igea.
- 1952, abril. Miguel Gortari Errea.
- 1955, abril. Miguel Gortari Errea.
- 1958, abril. Miguel Gortari Errea.
- 1961, abril. Miguel Gortari Errea.
- 1964, abril. Félix Huarte Goñi.
- 1967, abril. Félix Huarte Goñi.
- 1971, abril. Amadeo Marco Ilincheta.
- 1974, abril. Amadeo Marco Ilincheta.

## Listado de secretarios
Eran funcionarios encargados de la gestión política y administrativa de esta institución. Tomaban parte de las sesiones corporativas. Representaban la continuidad de la institución ante los cambios de los diputados. Desde 1834 a 1984 hubo 16 secretarios aunque con desigual permanencia. En tres casos, los secretarios «fueron, además, diputados forales.» La relación es la siguiente:
| Nombre                        | Fecha inicio    | Fecha fin       | Observaciones |
| ----------------------------- | --------------- | --------------- | --- |
| José Yanguas y Miranda        | 1834, mayo      | 1863, noviembre | fallecimiento |
| Valentín Urra Oñate           | 1863, noviembre | 1865, marzo     | dimite del cargo |
| Juan Cancio Mena Irurzun      | 1865, mayo      | 1869, julio     | renuncia al cargo |
| Tadeo Gandiaga Echarri        | 1869, diciembre | 1871, octubre   | renuncia al cargo |
| Francisco Javier Baztán Goñi  | 1871, noviembre | 1874, febrero   | fallecimiento. Fue también diputado. |
| Segundo Lapuerta Adrián       | 1874, febrero   | 1877, junio     | interino |
| Veremundo Ruiz de Galarreta   | 1877, junio     | 1885, junio     | dimite del cargo |
| Julián Felipe Pérez           | 1885, julio     | 1895, junio     | renuncia al cargo |
| Pedro Uranga Esnaola          | 1895, julio     | 1899, enero     | renuncia al cargo. Fue también diputado. |
| Fernando Gorosábel Sagasti    | 1899, febrero   | 1909, junio     | renuncia al cargo |
| Santiago Cunchillos Manterola | 1909, julio     | 1913, octubre   | renuncia al cargo |
| Ulpiano Errea Lorente         | 1913, noviembre | 1915, marzo     | fallecimiento. Fue también diputado. |
| Juan Vidal Abascal Pérez      | 1915, mayo      | 1920, diciembre | fallecimiento |
| Luis Oroz Zabaleta            | 1921, enero     | 1945, febrero   | renuncia al cargo. Pasa a ser letrado asesor de la Diputación.                                                                                     |
| José Úriz Beriáin             | 1945, febrero   | 1978, febrero   | jubilación |
| Joaquín Gortari Unanua        | 1978, marzo     | 1982, agosto    | con la entrada en vigor de la LORAFNA, pasa automáticamente a ser Secretario General del Departamento de Presidencia hasta el 16 de agosto de 2001 |

## Composición

### Alfonso XIII
| Pamplona        | Juan J. Juanmartiñena      | Carlista integrista |
| Pamplona        | Francisco Usechi Fernández | Liberal romanonista |
| Estella         | Antonio Baztán y Goñi      | Liberal romanonista |
| Estella         | Francisco Martínez Alsúa   | Jaimista            |
| Aoiz (Sangüesa) | Javier Sanz Sanz           | Jaimista            |
| Tafalla (Olite) | José M. Badarán Yanguas    | Liberal romanonista |
| Tudela          | Martín Mª Guelbenzu Martín | Liberal romanonista |

#### Gestora creada en enero de 1930
Gestora que en 1930 el general Dámaso Berenguer, a la sazón presidente del Gobierno de España tras la renuncia de Miguel Primo de Rivera, dispuso con diputados electos antes de 1923.
| Pamplona        | Joaquín María Gastón Elizondo |  |
| Pamplona        | Ignacio Baleztena Ascárate    |  |
| Estella         | Manuel Irujo Ollo             |  |
| Tafalla (Olite) | José María Modet Mauleón      |  |
| Aoiz (Sangüesa) | Javier Sanz Sanz              |  |
| Tafalla (Olite) | José María Badarán Yanguas    |  |
| Tudela          | Ramón Lasantas Fernández      |  |

### Segunda República Española

#### Gestora creada en abril de 1931
Por presiones del bloque republicano-socialista el gobierno designó una Comisión Gestora provincial que tomó posesión el 25 de abril. En junio de 1933 se cubrieron cuatro vacantes también por designación gubernativa hasta la renovación en enero de 1934.
| Pamplona        | Constantino Salinas Jaca                | socialista  |
| Pamplona        | Rufino García Larrache                  | republicano |
| Estella         | José María Fernández de Piérola Mauleón | monárquico  |
| Estella         | Benito Munilla García                   | republicano |
| Aoiz (Sangüesa) | Amadeo Marco Ilincheta                  | jaimista    |
| Tafalla (Olite) | David Jaime Deán                        | republicano |
| Tudela          | Luis Soriano Tapia                      | republicano |

#### Gestora creada en enero de 1935
Tras la Revolución de 1934 se cesaron a 32 ayuntamientos de izquierdas, por lo que la Diputación Foral que se elegía a partir de los ayuntamientos estuvo integrada por los siguientes miembros:
| Pamplona          | Juan Pedro Arraiza Baleztena | Independiente de derechas   |
| Pamplona (ciudad) | Genaro Larrache Aguirre      | Comunión Tradicionalista    |
| Estella           | Félix Díaz Martínez          | Comunión Tradicionalista    |
| Estella (ciudad)  | Juan Ochoa Jaén              | Unión Navarra               |
| Aoiz (Sangüesa)   | José Gómez Itoiz             | Comunión Tradicionalista    |
| Tafalla (Olite)   | Arturo Monzón Jiménez        | Unión Navarra               |
| Tudela            | Cándido Frauca Barreneche    | Partido Republicano Radical |

### Dictadura de Francisco Franco
| Pamplona          | Cesáreo Sanz Orrio        | carlista      |
| Pamplona (ciudad) | Santiago Ferrer Galdeano  | independiente |
| Estella           | Javier Martínez Morentin  | carlista      |
| Estella (ciudad)  | Julio Pozueta Jaén        | falangista    |
| Aoiz (Sangüesa)   | Amadeo Marco Ilincheta    | carlista      |
| Tafalla (Olite)   | Francisco Uranga Galdiano | falangista    |
| Tudela            | Tomás Domínguez Arévalo   | carlista      |

### Juan Carlos I
Las primeras elecciones al Parlamento de Navarra se efectuaron el 3 de abril de 1979, constituyéndose el primer Gobierno de Navarra, que se había creado con el Real Decreto Paccionado de 25 de enero de 1979.
Para los comicios, Navarra quedó dividida en siete distritos electorales: uno por cada merindad (Tudela, Estella, Olite y Sangüesa), y dos por la de Pamplona. Se eligieron un número de parlamentarios directamente proporcional al de electores que reunía cada una: 10 en Estella, 9 en Olite, 18 en Pamplona ciudad, 13 en Pamplona resto, 9 en Sangüesa y 11 en Tudela. Los cinco candidatos más votados en cada distrito y los dos con mayor respaldo en Tudela serían los nuevos diputados forales y los encargados de designar al nuevo presidente de la Diputación o Gobierno de Navarra. Este sistema favorecía a los partidos mayoritarios y fue pactado por Amadeo Marco, vicepresidente de la Diputación Foral de Navarra con el presidente del Gobierno de España Adolfo Suárez y el Ministro del Interior Rodolfo Martín Villa. El Gobierno de Navarra que se conformó tras estas elecciones estuvo formado por 7 diputados generales (4 de UCD, 1 del PSOE, 1 de HB y 1 de la agrupación Orhi Mendi), y estaba presidido por Jaime Ignacio del Burgo Tajadura (UCD). 
| Pamplona (ciudad) | Jaime Ignacio del Burgo   | UCD        |
| Pamplona (resto)  | Ángel García de Dios      | HB         |
| Estella           | Juan Manuel Arza Muñuzuri | UCD        |
| Aoiz (Sangüesa)   | Jesús Bueno Asín          | Orhi Mendi |
| Tafalla (Olite)   | Pedro Sánchez de Muniáin  | UCD        |
| Tudela            | Ángel Lasunción Goñi      | UCD        |
| Tudela            | Jesús Malón Nicolao       | PSOE       |